# Ambrose Bierce
Œuvres principales
- Dictionnaire du diable
- Ce qui se passa sur le pont de Owl Creek (nouvelle)

Ambrose Gwinnett Bierce (né le 24 juin 1842 à Horse Cave Creek dans l'Ohio ; mort probablement en 1914, ou peut-être le 26 décembre 1913, dans la ville de Chihuahua au Mexique — où il a été vu pour la dernière fois) est un écrivain et journaliste américain.
Il est essentiellement connu comme l'auteur du Dictionnaire du diable et de nouvelles d'humour noir relevant fréquemment du genre fantastique,

## Biographie
Enfant de pionniers et d'origine modeste, Ambrose Bierce est autodidacte et exerce très tôt divers petits métiers ; il entre dans une école militaire mais n'y reste qu'un an.

### Engagement dans l'armée
Ambrose Bierce est âgé de 19 ans lorsque la Guerre de Sécession éclate. Il s'engage dans le neuvième régiment de volontaires d'Indiana et devient officier dans le camp des Nordistes. Il est promu lieutenant en 1863. Blessé à la tête à la bataille de Kennesaw Mountain le 23 juin 1864, il est démobilisé en 1865 à la fin de la guerre. Son expérience des combats et les images de carnages marqueront profondément tous ses futurs écrits.

### Activité journalistique
Ambrose Bierce émigre alors vers l'Ouest et travaille au News-Letter & California Advertiser de San Francisco où il tient une rubrique satirique. Il acquiert une solide réputation de plume acerbe et devient rédacteur en chef à 26 ans. Il se marie en 1871, et publie sa première nouvelle la même année, puis part chercher fortune en Angleterre. Son séjour frise l'échec, il rentre amer aux États-Unis en 1875 où il exerce divers métiers avant de revenir au journalisme. Il est rédacteur au journal satirique The Wasp (en) à partir de 1881 et y publie ses premières définitions qui vont constituer son futur Dictionnaire du diable qui sera publié en 1906. Il est embauché en 1887 par William Randolph Hearst, magnat de la presse, et entame avec lui une longue et fructueuse collaboration. Son activité de nouvelliste l'occupe également beaucoup. Il corrige ses écrits dans différents recueils : Histoires de soldats et de civils en 1891, De telles choses sont-elles possibles ? et Histoires négligeables en 1893.

### Famille
Ambrose Bierce est moins heureux dans sa vie privée : son premier fils meurt à la suite d'un duel au revolver avec un rival amoureux en 1889, il quitte sa femme en 1891 et son deuxième fils décède en 1901 des suites de son alcoolisme.

### Disparition
On ne connaît pas avec précision la date ni les circonstances de sa mort. Ambrose Bierce serait allé rejoindre en octobre 1913, à l'âge de 71 ans, les rangs de l'armée du Nord de Pancho Villa pendant la guerre civile qui suivit la révolution mexicaine de 1910 et n'aurait jamais été revu. L'écrivain mexicain Carlos Fuentes a écrit un roman, Le Vieux Gringo, où il imagine ce qu'a pu être cette épopée.

## Dans les représentations
Dans le dernier volet de la trilogie cinématographique Une nuit en enfer, une trame scénaristique de type fantastique imagine le dernier chapitre de la vie de l'écrivain.

## Œuvre

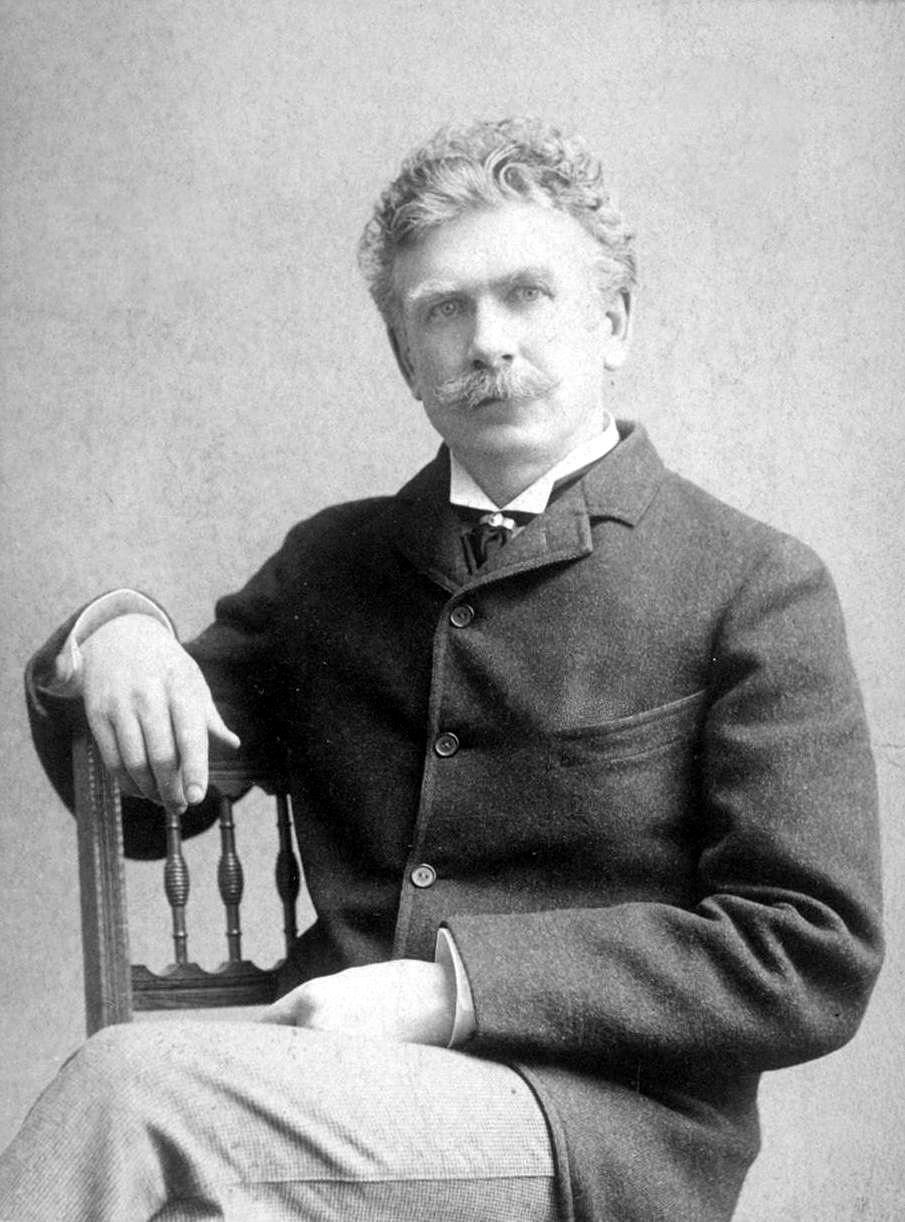
Ambrose Bierce en 1892.

### Recueils
- Cobwebs from an Empty Skull (1874) (Les Fables de Zambri)
- Tales of Soldiers and Civilians, aussi intitulé In the Midst of Life (En plein cœur de la vie, tome I : Histoires de soldats et En plein cœur de la vie, tome II : Histoires de civils), (1891)
- The Monk and the Hangman's Daughter (Le Moine et la fille du bourreau) (1892)
- Can Such Things Be? (De telles choses sont-elles possibles ?) (1893)
- Fantastic Fables (Fables fantastiques) (1899)
- 1911 : Dictionnaire du diable (The Devil's Dictionary) - publié pour la première fois sous le titre The Cynic's Word Book en 1906
- Collected Works (1909) dont un extrait a été publié Épigrammes, Paris, Allia, 2014 trad. T. Gillybœuf  (ISBN 978-2-84485-857-3)
- Write It Right (1909)
- A Horseman in the Sky, A Watcher by the Dead, The Man and the Snake (1920)
- The Staley Fleming's Hallucination
- Histoires impossibles
- Morts violentes
- La vague de l’océan comprenant Un amer souvenir de mer (A Shipwreckollection) (1874), Le capitaine du Chameau (The Captain of the "Camel") (1875), Un homme à la mer (The Man Overboard) (1876), Une cargaison de chats (A Cargo of Cat) (1885), Paris, Éditions Interférences, 1995 trad. Anne Dechanet  (ISBN 978-2-90958-902-2)

### Nouvelles
Ambrose Bierce a écrit près d'une centaine de nouvelles, très souvent sur la mort de l'individu et son absurdité. Parmi celles-ci, on peut citer, parmi les nouvelles du recueil Morts violentes consacré aux horreurs de la guerre de Sécession : 
- Ce qui se passa sur le pont de Owl Creek (An Occurrence at Owl Creek Bridge), décrivant les derniers instants d'un pendu (le film français La Rivière du hibou de Robert Enrico, Marcel Ichac et Paul de Roubaix relate cette histoire et reçut l'Oscar du court métrage 1964),
- Chickamauga, du nom d'une bataille qui fit près de 4 000 tués et à laquelle Bierce participa, errance d'un jeune enfant sourd-muet sur le lieu du drame, nouvelle aussi portée à l'écran par Robert Enrico
- L'Oiseau-moqueur, nouvelle également adaptée par Robert Enrico,
- Le Coup de Grâce qui met en scène des soldats de la guerre de Sécession
- À la dérive Contes divers. Le Castor Astral, collection « Les inattendus », 2014 pour la traduction française. 190 p.  (ISBN 9-791-0-278-0005-6)